# Tripseuxoa
Tripseuxoa é um gênero de traça pertencente à família Arctiidae.